# Lyng (Somerset)
Lyng è un villaggio e parrocchia civile dell'Inghilterra, appartenente alla contea del Somerset.